# Chrysodeixis nesiotes
Chrysodeixis nesiotes är en fjärilsart som beskrevs av Claude Dufay 1974. Chrysodeixis nesiotes ingår i släktet Chrysodeixis och familjen nattflyn. Inga underarter finns listade i Catalogue of Life.